# Камышинка (Бирский район)
Камы́шинка (баш. Камышинка) — село в Бирском районе Республики Башкортостан Российской Федерации. Входит в состав Силантьевского сельсовета.

## География
Село находится на берегу реки Белая.

### Географическое положение
Расстояние до:
- районного центра (Бирск): 15 км,
- центра сельсовета (Силантьево): 6 км,
- ближайшей ж/д станции (Уфа): 102 км.

## Население
| 2002 | 2009 | 2010 |
| ---- | ---- | ---- |
| 128  | ↘124 | ↘117 |

### Национальный состав
Согласно переписи 2002 года, преобладающая национальность — русские (78 %).